# Orden von Oranien-Nassau

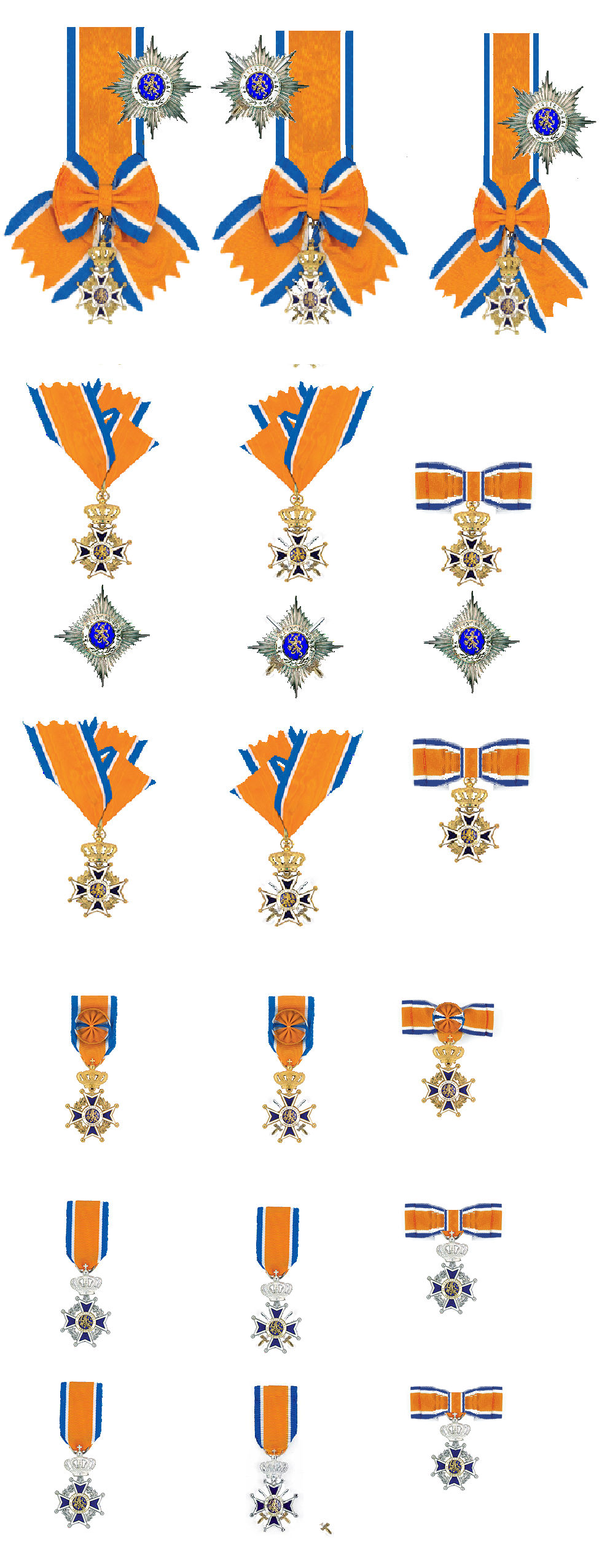
Übersicht der einzelnen Klassen und Abteilungen

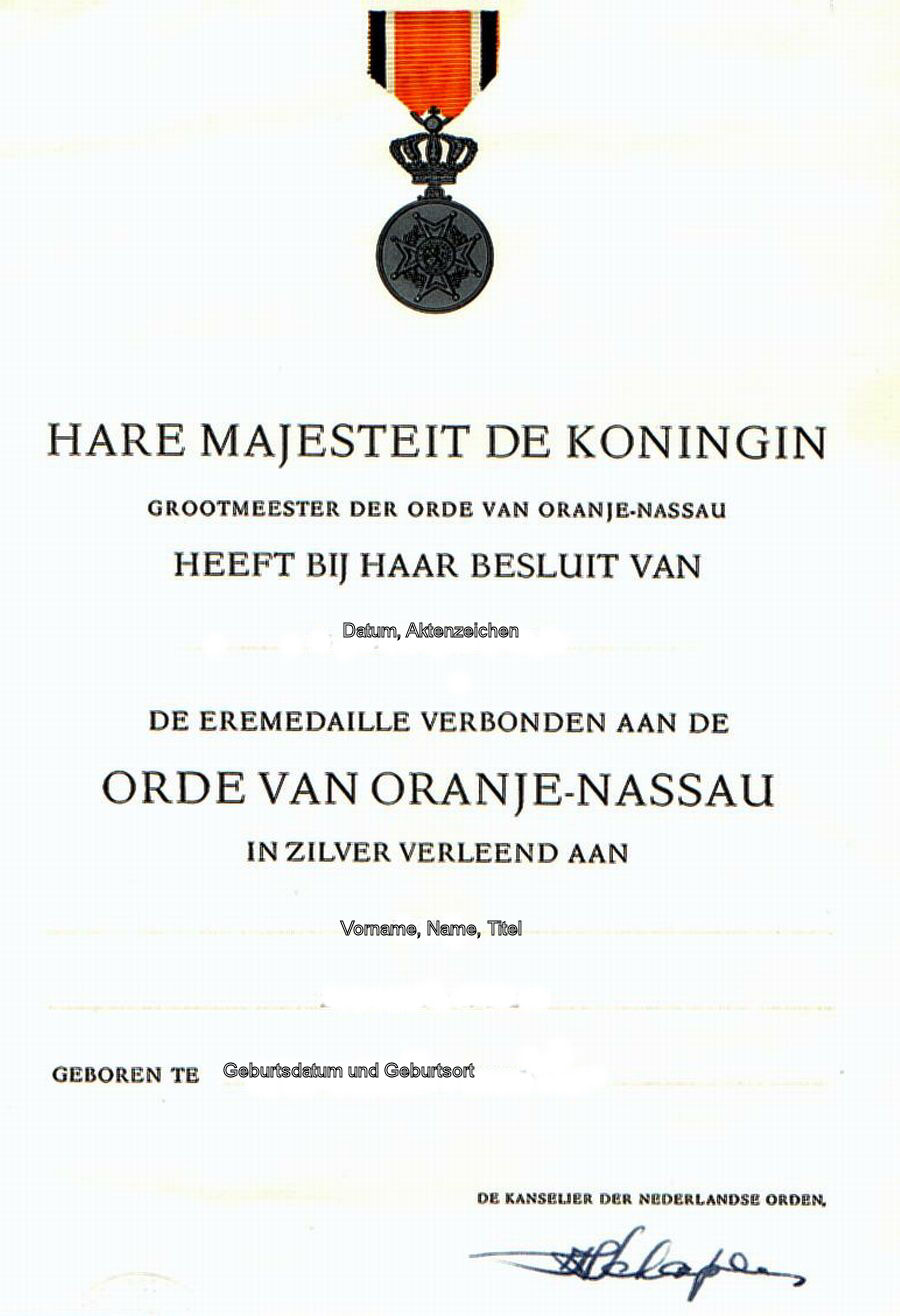
Verleihungsurkunde (Name, Geburtsdatum, Aktenzeichen und Verleihungsdatum wurden aus Datenschutzgründen entfernt)

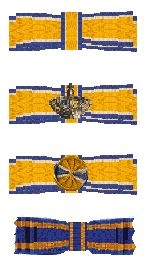
Die vier häufigsten lintjes als Knopflochdekoration

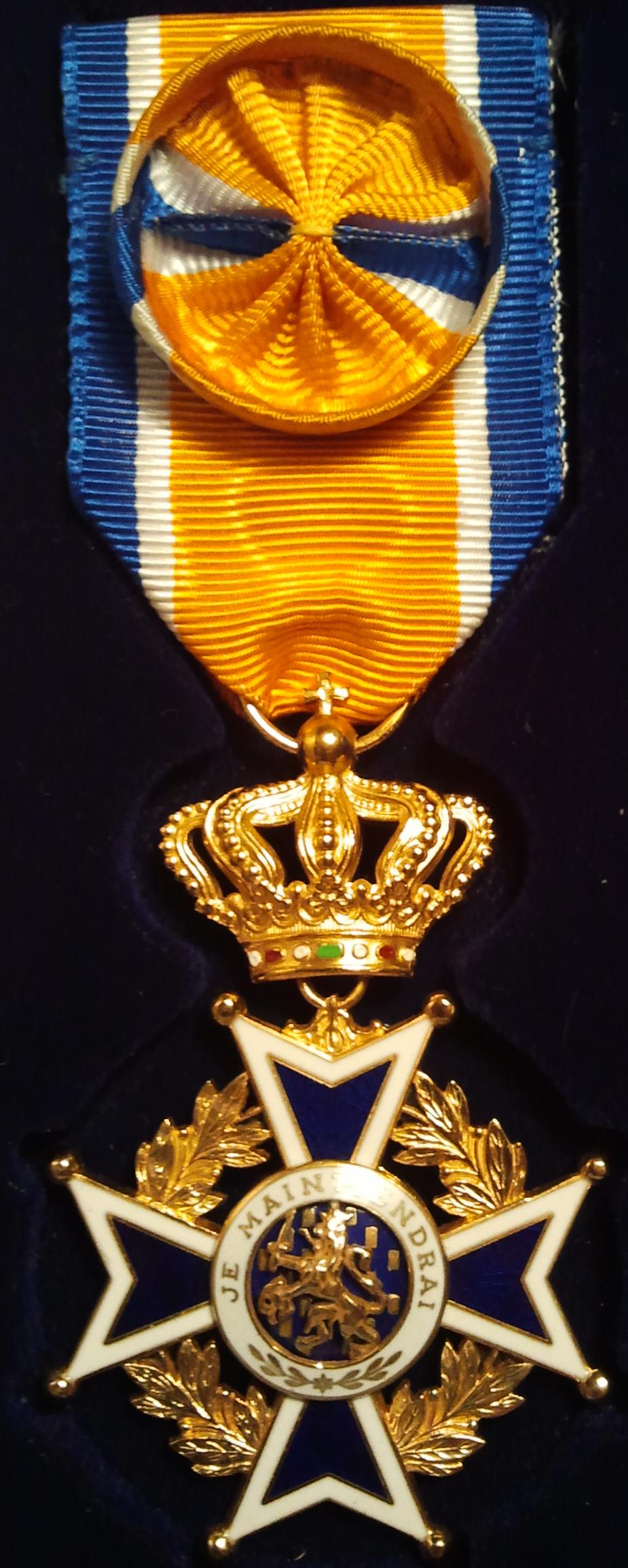
Offizierskreuz

Der Orden von Oranien-Nassau (niederländisch Orde van Oranje-Nassau) ist ein niederländischer Verdienstorden nach dem Vorbild des luxemburgischen Ordens der Eichenkrone, der vom amtierenden Monarchen an Menschen mit besonderen Verdiensten um Gesellschaft und Gemeinwesen verliehen wird. Auch Ausländer und im Ausland lebende Niederländer können mit dem Orden ausgezeichnet werden, sofern sie sich um die Niederlande verdient gemacht haben. Der Orden wurde am 4. April 1892 gestiftet und umfasst seit 1996 sechs Klassen.

## Zivile niederländische Orden
Die Niederlande kennen zwei zivile Verdienstorden – im Niederländischen umgangssprachlich lintje (Bändchen) genannt – die ins Leben gerufen wurden, um die Verdienste von Menschen der Gesellschaft gegenüber zu ehren. Es handelt sich um den Orde van de Nederlandse Leeuw (Orden vom Niederländischen Löwen) und den Orde van Oranje-Nassau (Orden von Oranien-Nassau).

## Geschichte
1841 stiftete Willem II., König der Niederlande und in Personalunion Großherzog von Luxemburg, einen Verdienstorden namens Orden der Eichenkrone. Obwohl es sich um einen luxemburgischen und nicht um einen niederländischen Orden handelte, wurde er regelmäßig an Niederländer und ausländische Diplomaten verliehen. Als sein Sohn und Nachfolger Willem III. 1890 starb, folgte ihm seine Tochter Wilhelmina auf den niederländischen Thron unter der Regentschaft ihrer Mutter Emma. Wegen der in Luxemburg geltenden Lex Salica ging die Großherzogswürde jedoch auf eine andere Linie des Hauses Nassau über. Dort folgte ihm der ehemalige nassauische Herzog Adolph. Luxemburg wurde somit zu einem selbständigen Staat.
Als Folge konnte der Orden nicht mehr durch das niederländische Staatsoberhaupt verliehen werden. Da der Militär-Wilhelms-Orden nur Verdienste von Militärpersonen auszeichnet und der Orden vom Niederländischen Löwen sehr exklusiv war, damals faktisch nur an Personen höheren Standes verliehen wurde und bis heute nur für außergewöhnliche Verdienste vergeben wird, fehlte nun ein Orden, der viel breiter eingesetzt werden und auch ausländischen Diplomaten sowie Personen niedereren Standes verliehen werden konnte. Am 4. April 1892 stiftete Wilhelmina, vertreten durch ihre Mutter Emma, deshalb den Orde van Oranje-Nassau. Der Orden wurde 1892 erstmals verliehen. Großmeister ist der König beziehungsweise die Königin der Niederlande.
Die einfachere Beschaffenheit des Ordens von Oranien-Nassau kommt auch darin zum Ausdruck, dass er, anders als die beiden anderen niederländischen Orden, nie eine eigene Ordenskanzlei und damit auch nie einen Ordenskanzler und nie ein eigenes Ordenskapitel kannte. Für die Ordensverwaltung zuständig ist heute der Kanselier der Nederlandse Orden.

## Verleihung
1994 wurde das Verleihungssystem – nach beinahe 30 Jahren Grundsatzdiskussion – umfassend überarbeitet und gesetzlich neu geregelt. Von der Neuregelung waren erstmals die Verleihungen im Jahre 1996 betroffen.
Der Gesetzgeber hatte bei der Neufassung der Regelungen ein demokratisches Verleihungssystem vor Augen, das für Bevorzugungen und Automatismen keinen Platz mehr lassen sollte. Es sollte einfach und gerecht sein und die Art der Auszeichnung von Rang und sozialem Status getrennt sein. Nicht nur Personen in Führungspositionen oder aus führenden Familien, sondern auch solche, die durch ihr persönliches Engagement gesellschaftliche Einrichtungen am Leben halten und für die Allgemeinheit zugänglich machen, sollten berücksichtigt werden. Somit sollte der Orden prinzipiell jedem zugänglich sein, der sich nachhaltig um die Gesellschaft verdient gemacht hat.
Jede Person kann Verleihungsvorschläge einbringen. In den Rathäusern und Gemeindeämtern stehen Informationsbroschüren und Formulare zur Verfügung und wird über die Bedingungen von Vorschlägen beraten. Für die Auszeichnung von Ausländern einschließlich ausländischer Diplomaten sind die niederländische Botschaft beziehungsweise die diplomatischen Vertretungen der Niederlande zuständig, die die Empfehlung an den Minister für auswärtige Angelegenheiten weiterleiten. Nähere Vorschriften enthält das Statut des Ordens.
Über die Verleihung einer königlichen Auszeichnung entscheidet ein unabhängiges Kollegium, das jede Anregung prüft und anhand der festgelegten Kriterien die jeweiligen Verdienste beurteilt und auf dieser Grundlage dem zuständigen Minister eine Empfehlung vorlegt. Die endgültige Entscheidung über die Verleihung obliegt dem jeweiligen Minister, in der Regel dem Minister für auswärtige Angelegenheiten.

## Ordensklassen
Bis 1996 bestand der Orden aus fünf Klassen sowie einer Ehrenmedaille in drei Stufen: Gold, Silber und Bronze. Träger der Ehrenmedaille wurden nicht in den Orden aufgenommen. Seit 1996 wird die Ehrenmedaille nicht mehr verliehen und der Orden um eine sechste Klasse (Mitglied) erweitert:
- Großkreuz
- Großoffizier
- Kommandeur
- Offizier
- Ritter
- Mitglied

## Ordensdekoration
Das Ordenszeichen ist ein weiß und blau emailliertes goldenes Malteserkreuz mit goldenen Kugeln auf den Kreuzspitzen, das an einer Krone hängt. In der Mitte des Kreuzes befindet sich ein blau emailliertes Medaillon mit dem Niederländischen Löwen, das von einem weiß emaillierten Reif mit der goldenen Inschrift  JE MAINTIENDRAI  (Ich werde beharren/bestehen) umschlossen ist. Rückseitig im Medaillon ein gekröntes  W  (Willem) mit der Umschrift GOD ZIJ MET ONS (Gott sei mit uns). Zwischen den Armen des Kreuzes befindet sich ein goldener Lorbeerkranz.
Für Militärverdienste wird der Orden ohne Lorbeerkranz, dafür mit zwei gekreuzten Schwertern durch die Kreuzwinkel verliehen.
Das Band, an dem der Orden getragen wird, ist orangefarben mit seitlich einem blauen und einem schmaleren weißen Streifen.
Die Ausführung des Ordens unterscheidet sich je nach Klasse. Großkreuz und Großoffizier erhalten zusätzlich einen Bruststern. Die Dekoration der Ritter und Mitglieder sind aus Silber. Für jede Klasse gibt es eine Damenausführung.
Mit der Verleihung wird eine Urkunde ausgehändigt, auf der neben dem Namen auch das Datum und Aktenzeichen des betreffenden königlichen Beschlusses verzeichnet sind.

## Trageweise
Bei der Verleihung wird dem Empfänger der Orden umgehängt beziehungsweise angesteckt und künftig nur bei hohen Anlässen getragen, also bei offiziellen Empfängen des Königs und anderen Einladungen, bei denen ausdrücklich darum ersucht wird sowie bei anderen Anlässen, zum Beispiel am Nationalfeiertag, bei denen das Tragen von Orden angemessen ist. Wer mehr als eine Auszeichnung besitzt, muss diese in der Reihenfolge des Rangs der Auszeichnung tragen.
Für das Tragen an normaler Tageskleidung stehen „draagteken“, kleine Anstecker für das Revert, oder „draaglintjes“, Knopflochdekorationen, zur Verfügung.

## Bekannte Träger

### Rittergroßkreuz
- Liste der Träger des Ordens von Oranien-Nassau (Rittergroßkreuz)

→ Träger des Ordens von Oranien-Nassau (Großkreuz)

### Großoffizier
- Liste der Träger des Ordens von Oranien-Nassau (Großoffizier)

→ Träger des Ordens von Oranien-Nassau (Großoffizier)

### Kommandeur
→ Träger des Ordens von Oranien-Nassau (Kommandeur)

### Offizier
→ Träger des Ordens von Oranien-Nassau (Offizier)

### Ritter
→ Träger des Ordens von Oranien-Nassau (Ritter)